# Jamie Selkirk
Jamie Selkirk é um editor e montador neozelandês. Venceu o Oscar de melhor montagem na edição de 2004 por The Lord of the Rings: The Return of the King.